# Lebanon (Kentucky)
Lebanon es una ciudad ubicada en el condado de Marion en el estado estadounidense de Kentucky. En el Censo de 2010 tenía una población de 5539 habitantes y una densidad poblacional de 400,19 personas por km².

## Geografía
Lebanon se encuentra ubicada en las coordenadas 37°34′3″N 85°15′34″O / 37.56750, -85.25944. Según la Oficina del Censo de los Estados Unidos, Lebanon tiene una superficie total de 13.84 km², de la cual 13.77 km² corresponden a tierra firme y (0.49%) 0.07 km² es agua.

## Demografía
Según el censo de 2010, había 5539 personas residiendo en Lebanon. La densidad de población era de 400,19 hab./km². De los 5539 habitantes, Lebanon estaba compuesto por el 74.24% blancos, el 18.72% eran afroamericanos, el 0.07% eran amerindios, el 0.96% eran asiáticos, el 0.04% eran isleños del Pacífico, el 2.76% eran de otras razas y el 3.21% pertenecían a dos o más razas. Del total de la población el 4.39% eran hispanos o latinos de cualquier raza.